# Кадмо
Кадмо (грч. Κάδμος, лат. Cadimus), син сидонског краља Агенора и његове жене Телефасе. Утемељитељ Тебе у Беотији. Митски херој, Феничанин, који је, према Херодоту (5, 58), пренео Грцима феничанску вештину писања.
Његове ћерке, Семела и Ина, погинуле су на његове очи али су, после смрти, примљене у скуп олимпијских богова. 
Кадмов унук, син његове кћери Аутоноје, пао је као жртва Артемидиног гнева. 

## ОвидијевеМетаморфозе
Овидије у свом делу Метаморфозе помиње причу о Кадму и његовом животу. 
Према Овидијевом спеву Метаморфозе, Кадмо је син сидонског краља Агенора, који је имао синове Фојникса, Киликса и Кадма и ћерку Европу. 

### Потрага за сестром Европом
Након што је Зевс отео Кадмову сестру Европу, Агенор, Кадмов отац, послао је синове Фојникса, Киликса и Кадма да иду у потрагу за сестром, и запретио им смрћу ако се кући врате без ње. Браћа су се дала у трагање. Ускоро су Фојникс и Киликс напустили свога брата, основали своја краљевства, Фојникс Феникију а Киликс Киликију, и трајно се настанили у њима. Кадмо је, сам, наставио да тражи своју сестру. 
Дуго је тражио своју сестру и лутао, али ју је Зевс добро сакрио и није је могао наћи. Пошто је изгубио сваку наду да ће пронаћи сестру, а бојећи се да се врати кући без ње, одлучује да остане у туђини. 
Одлази у пророчиште у Делфима и пита Пророчиште, стрелца Аполона, у којој земљи треба да се настани и оснује свој град. Аполоново пророчиште му одговара да ће на усамљеној пољани угледати краву „која никад није носила јарам“, да је прати и тамо где она легне да подигне зидове града, а да земљу назове Беотијом. Добивши одговор, Кадмо напушта Делфе. Чим изађе из Делфа, угледа белу краву која је пасла на пољу а нико је није чувао и Кадмо полази за њом са својим сидонским слугама. Чим је прошао долину Кефиса, крава се зауставила, подигла главу ка небу, гласно замукала, осврнула се ка ратницима и легла на траву. Кадмо одлучује да ту направи жртвеник да би принео жртву Зевсу али, пошто није имао воде за жртвовање, шаље своје Сидонце да пронађу и донесу воде.

### Убијање аждаје
Недалеко од тог места је била столетна шума, која никад раније није сечена. Усред шуме је била дубока пећина, потпуно обрасла жбуњем а око ње је лежало много камења, а из пећине је истицао извор са бистром водом. У пећини је живела огромна аждаја, која је била посвећена богу Ареју. Из чељусти аждаје, у којима су била три реда отровних зуба, пружао се троструки жалац, очи су јој пламтеле као ватра, а на глави јој се њихала златна креста. Кад су Кадмове слуге дошле до извора и захватиле воду, из пећине је изашла аждаја. Кадмове слуге су се укочиле од страха и испустиле посуде за воду од ужаса. Аждаја се тада подиже на реп, са разјапљеним чељустима, и пре него што је ико од слугу и покушао да побегне, аждаја се баци на њих и поби их. 
Кадмо је дуго чекао своје слуге да се врате и увече, најзад, пође њиховим трагом у шуму, огрнут лављом кожом као оклопом и опасан оштрим мачем и копљем. Ушао је у честар и угледао раскомадана тела својих слугу, и огромну аждају над њима. Ухватио је огроман камен и бацио га на аждају и погодио је, али аждају то није повредило јер ју је штитила крљушт тврда као челик, која је покривала цело њено тело. Затим Кадмо замахну копљем из све снаге, и зари га у леђа аждаји, заривши га до саме дршке. Аждаја, извијајући се, ухвати зубима копље али је само изломила дршку копља док оштрица копља остаде дубоко у рани. Покушала је да дохвати Кадма својим чељустима али је Кадмо био заклоњен лављом кожом, одбијајући аждају својим мачем. Најзад, Кадмо снажним ударцем прободе врат аждаји и прикова је уз храст. 
Кадмо је затим, гледајући тело убијене аждаје, чуо тајанствени глас који му рече да ће он ускоро бити претворен у аждају, од чега се он уплаши. У том тренутку се пред њим појави богиња Атена која му нареди да ишчупа аждајине зубе и да их, као семе, посеје по поораном пољу. Кадмо то и учини. Само што је посејао аждајине зубе а из земље израсте читав одред наоружаних ратника, са оклопима, штитовима и копљима (Спарти). Кадмо одмах исуче мач али му се обрати један од тих ратника и рече да се не меша у њихову међусобну борбу. Тада поче жестока борба међу самим ратницима, док их не оста само петоро. Тада, по наредби Атине Паладе, ратници бацише копља на земљу и закључише братско пријатељство.

### Оснивање Тебе
Кадмо је основао велики град Тебу, дао становницима законе и уредио целу државу. Богови са Олимпа дали су му за жену лепу Хармонију, ћерку бога Ареја и богиње Афродите. Приређен је свадбени пир на којем су били сви богови са Олимпа и богато наградили младенце. Од тада, Кадмо је постао један од најмоћнијих грчких краљева и имао је велика богатства. Његова војска је била непобедива и многобројна а на њеном челу су били управо они ратници који су никли из земље од аждајиних зуба. 

### Претварање у аждају
У старости, измучен тешким несрећама, Кадмо је напустио Тебу и, са својом женом Хармонијом, дуго лутао по туђини, најзад дошавши у Илирију. Са болом се присећао свих несрећа које су снашле његов дом, борбе са аждајом и тајанственог пророчанства које је чуо. Помисли да га целог живота богови кажњавају за смрт те аждаје и рече да би онда било да се и сам претвори у аждају. Само што то рече и сам се поче претварати у аждају. Његово тело поче да се издужује и да се покрива крљуштима а ноге почеше да се састављају и полако се претворише у аждајин реп, који поче да се извија. Ужаснут, он пружа Хармонији своје руке, које су се још увек сачувале у људском облику, и дозива је да му, још једном, дотакне руке, док се није потпуно претворио у аждају. Хтеде још нешто да јој каже, али му се већ и језик претвори у аждајин жалац, и чу се само шиштање. Хармонија потрча према њему, узвикну му да се брже ослободи тог лика, и повика зашто богови и њу онда не претворе у аждају. Претворен у огромну аждају, Кадмо се обави око своје жене и лиза јој лице својим жалцем. Богови су затим и Хармонију претворили у аждају. Кадмо и Хармонија су и завршили своје животе у лику аждаја. 

## Митологија
Кадмо је младост провео у Сидону, на источној обали Средоземног мора, са својом браћом Фениксом, Киликом и Тасом и сестром Европом.
Када је Зевс, украо Европу, њен отац, краљ Агенор је наредио својим синовима да иду и да је пронађу и да се не враћају без ње јер их чека смрт. Феникс и Килк су брзо одустали од потраге и настанили су се у првом месту које им се допало, а Кадмо је продужио трагање. Како је није, и после дуге потраге пронашао, он је, из страха од очеве казне, одлучио да остане у туђини и са својим друговима који су га пратили, запутио се у пророчиште Делфи по савет где да се насели. 
Бог Аполон му је, кроз уста пророчице Питије, рекао да путује све док не наиђе на краву са белом пегом на челу, а која још није никада била под јармом, и где та крава легне да ту сагради тврђаву и утемељи град.
Кадмо је послушао савет Аполона, и после дужег трагања је наишао на краву која није баш срећно пронашла право место где да легне, јер нигде у близини није било воде, па тако ни он није могао принети жртву боговима, те је послао своје другове да пронађу извор, а како се они, и после дужег времена нису вратили, он је кренуо у потрагу за њима. Када их је пронашао и покрај њихових тела угледао огромну змију, схватио је шта се догодило, напао је змију и након тешке борбе је и убио. Касније се показало да је то била змија бога рата Ареса.
Богиња Атина, која није волела бога Ареса, саветовала је Кадма да ишчупа зубе из змијиних чељусти и њима засеје поље. Кадмо је послушао савет Атине и засадио је поље змијиним зубима, и веома се зачудио када је, из земље, после неког времена изникао одред науружаних војника, а они, како то доликује војницима, одмах се упустише у борбу и почеше да се међусобно убијају. Када је остало само пет најјачих, Атина им је заповедила да положе оружје и да се закуну на верност свом новом господару Кадму, будућем краљу. 
Уз помоћ војника Кадмо је саградио тврђаву Кадмеју са седам врата и опасану високим бедемима, и град коме је дао име Тебу. Кадимо је, насељеним становницима дао мудре и праведне законе, а од мужева створио непобедиву војску чији су заповедници постали војници рођени од змијских зуби. 
Кадиму, као моћном и богатом краљу, су за жену, богови одабрали красну Хармонију, кћерку Ареса и Афродите, а и сами су присуствовали њиховој свадби. 
Кадму су Арес и Артемида наносили велику бол и туге. Арес, мада је био Кадмов таст и деда његове деце, није могао заборавити и опростити убиство своје посвећене змије, а богиња Артемида због неизмирених рачуна са богињом Афродитом. Артемида је, због незнатне кривице убила Кадмовог унука Актеона, а када је, због интриге са богињом Хером, он изгубио и своје кћерке Семелу и Ину, одлучио је да напусти Тебу и одсели се са својом женом Хармонијом у Илирију.
Кадмо је, размишљајући о својој тешкој и несрећној судбини, тражио узроке и никако није могао да схвати шта му се то догодило. Био праведан и храбар, бринуо се за свој град и приносио обилне жртве боговима, а опет су га задесиле велике туге. А онда се, сетио Аресове змије и рекао:
Ако је то све због змије, било би боље да су богови претворили у њу мене...
Чим је то изрекао, тело му се издужило, ноге срасле, а језик расцепио, и речи којима је дозивао своју жену Хармонију, да би је по последњи пут загрлио, претвориле су се у змијско сиктање. Хармонија, када је угледала свога мужа узвикнула је - Богови, зашто мене нисте претворили у змију уместо њега. И богови, који никада нису журили да испуне жеље смртника, одмах јој испунише жељу и тим чином завршише трагедију. 
У ликовима змија завршили су свој живот оснивачи тебанског краљевског рода - оснивачи Тебе, града са седморо врата.